# Centre Riudomenc
El Centre Riudomenc és un edifici de Riudoms (Baix Camp) protegit com a Bé Cultural d'Interès Local.

## Descripció
Casa quadrangular amb una torre al mig. A l'Arc de la porta, d'arc de mig punt amb grans dovelles, hi ha una inscripció de cap el mil set-cents.

## Història
Edifici del 1709, reformat en successives èpoques. Es va utilitzar com restaurant i sala de ball.